# Белянка глауконома
Белянка глауконома или глауконома (Pontia glauconome) — дневная бабочка из семейства белянок.

## Описание

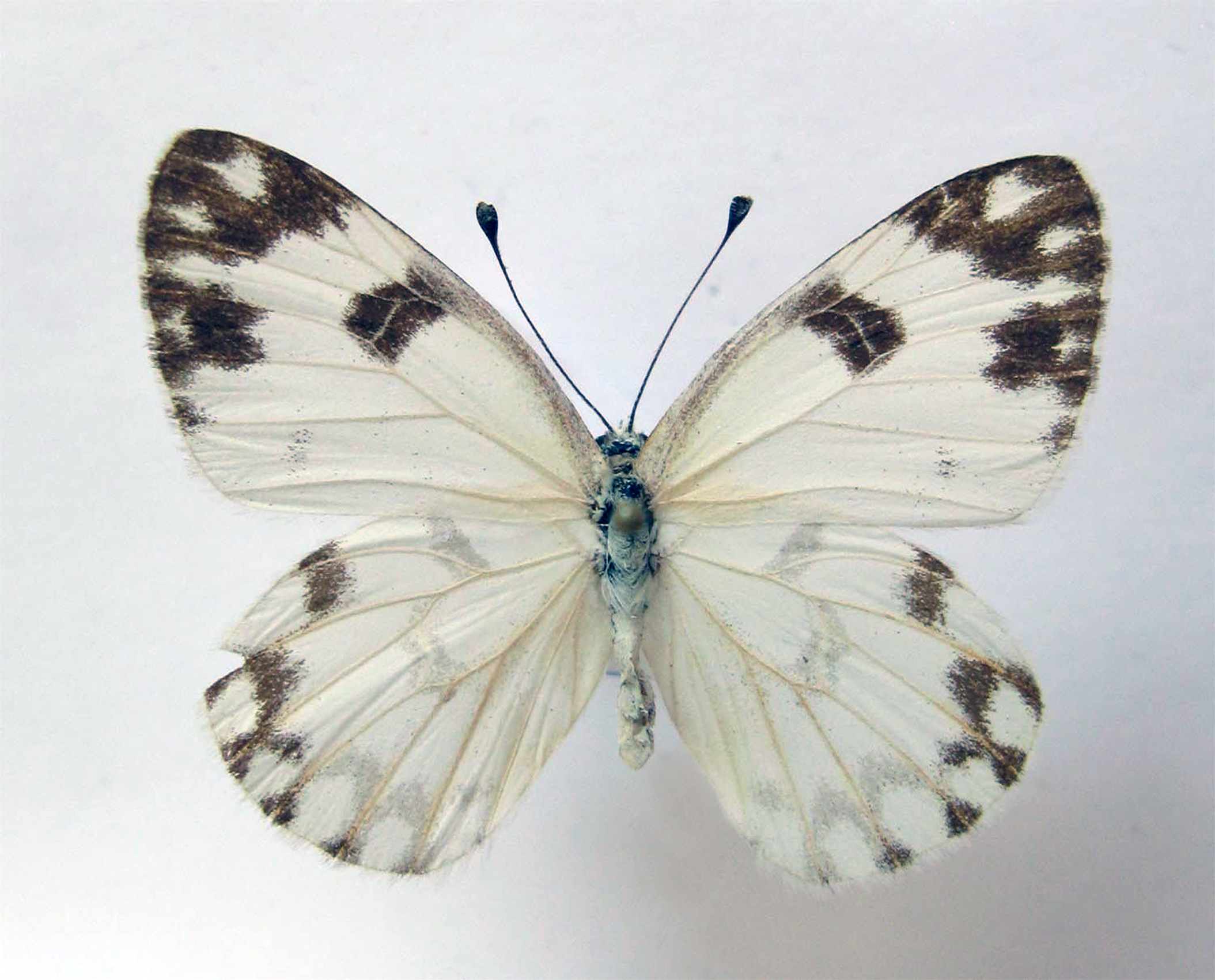
Самец

Длина переднего крыла 19—20 мм. Размах крыльев 45—50 мм. Крылья на верхней стороне белые с тёмными пятнами: вершина переднего черная с белыми пятнами, на конце срединной ячейки имеется крупное пятно, на заднем крыле черные пятна находятся на концах жилок (у самцов пятна слабо развиты). Жилки не контрастные. Фон нижней стороны крыльев с четким желто-зеленым рисунком. Снизу на переднем крыле имеется тот же самый рисунок, но желто-зеленого цвета с черным. Половой диморфизм проявляется в более сильном развитии у самок на крыльях темного рисунка. Жилка R1 не ветвится, а жилки R2 и R3 сливаются вместе в одну, жилки R4, R5 имеют общий ствол. Усики с головчатой булавой.

## Ареал
Полуостров Сомали, Центральная и Северная Африка, Малая Азия, Северная и Западная Индия: встречается в Мавритании, Сенегале, Гамбии, Нигере, Чаде, Судане, Эфиопии, Сомали, Кении, Аравии, Омане, Йемене, Ираке, Египте, на Ближнем Востоке, в Пакистане, Афганистане. Подвид Pontia glauconome iranica, Bienert, 1870 встречается в Узбекистане, Таджикистане и Туркменистане.
Населят полупустыни, опустыненные каменистые горные склоны на высотах 400—1200 м н.у.м.

## Биология
Бабочки летают в марте, апреле, конце мая, в первой декаде июля и с августа по октябрь. Размножение не имеет четко выраженного деления на поколения. В год развивается 3—4, максимально — 5 поколений. Кормовые растения гусениц: Epicastrum arabicum, Caylusia, Dipterygium, Erucastrum, Moracandia, Diplotaxis, Cleome, Ochradenus, Reseda bucharica, Zilla spinosa. Куколки имеют факультативную диапаузу, которая может длиться до четырех лет. Зимуют, в основном, яйца, а также гусеницы (которые докармливаются ранней весной) и куколки.

## Охрана
Вид включен в Красную книгу Узбекистана (2009) — 1 категория. Численность на территории Узбекистана низкая и в местной популяции достигает 10-20 учтенных особей за сезон, продолжает неуклонно сокращаться. Лимитирующие факторы: уничтожение природных мест обитания вида, уничтожение кормового растения гусениц.